# Omicron reliquum
Omicron reliquum är en stekelart som beskrevs av Giordani Soika 1978. Omicron reliquum ingår i släktet Omicron och familjen Eumenidae. Inga underarter finns listade i Catalogue of Life.